# L'Abominable Vérité (bande originale)
The Ugly Truth - Original Motion Picture Soundtrack, composé par Aaron Zigman, est la bande originale distribuée par Lakeshore Records, de la comédie romantique américaine, réalisée par Robert Luketic, L'Abominable Vérité, sortie en 2009.

## Liste des titres
Toute la musique est composée par Aaron Zigman.
| 1.    | Flick The Bean          | 1:08 |
| 2.    | Abby Calls Colin        | 2:02 |
| 3.    | Abby & Mike In L.A.     | 1:17 |
| 4.    | Post Kiss               | 2:08 |
| 5.    | Bad Date                | 0:42 |
| 6.    | It's A Lie              | 1:52 |
| 7.    | Cat Person              | 1:05 |
| 8.    | Get The Stain Out       | 0:32 |
| 9.    | Orgasm Dinner           | 2:34 |
| 10.   | Jello Twins             | 1:11 |
| 11.   | Tease                   | 0:54 |
| 12.   | Abby Calls Mike         | 1:52 |
| 13.   | The Ugly Truth          | 2:10 |
| 14.   | Duck Cacciatore         | 1:15 |
| 15.   | Thank Your Pussy For Me | 0:36 |
| 16.   | Champagne               | 1:03 |
| 17.   | Earpiece                | 0:46 |
| 18.   | Spazzy Dance            | 0:14 |
| 19.   | Your Producer           | 0:39 |
| 20.   | Closet                  | 0:46 |
| 21.   | Black Dress             | 0:45 |
| 22.   | Frowny McFlaccid        | 0:28 |
| 23.   | Right This Way          | 0:31 |
| 24.   | Who Would Love          | 1:11 |
| 25.   | New Theme               | 0:31 |
| 26.   | Goodnight Then          | 1:20 |
| 27.   | Oral Sex                | 0:22 |
| 28.   | Cat Escapes             | 1:51 |
| 29.   | Naked Weather Girl      | 0:37 |
| 30.   | Tahoe                   | 0:37 |
| 31.   | Ratings                 | 0:27 |
| 32.   | Your Replacement        | 0:33 |
| 33.   | The Kiss                | 1:28 |
| 34.   | Abby & Mike Banter      | 0:35 |
| 35.   | Abby & Mike Rant        | 2:06 |
| 38:07 |                         |      |

## Musiques additionnelles
- Outre les titres présents, sur l'album, on entend aussi durant le film les morceaux suivants [3] :
  - Hot N Cold
    - Interprété par Katy Perry
    - Écrit par Lukasz Gottwald, Max Martin et Katy Perry
    - Avec l'aimable autorisation de Capitol Records
    - Sous licence EMI Film & Television Music[4]

  - Café Metropole
    - Écrit par Rick Krive
    - Interprété par Rick Krive et Studio Musicians
    - Avec l'aimable autorisation de "5 Alarm Music"

  - Catz Meow
    - Écrit et interprété par Scott Robinson
    - Avec l'aimable autorisation de "Extreme Music"

  - Solo Violin #2
    - Interprété par Daniel May
    - Écrit par Daniel May et Marc Ferrari
    - Avec l'aimable autorisation de "MasterSource"

  - Everybody Got Their Something
    - Interprété par Nikka Costa
    - Écrit par Nikka Costa et Justin Stanley
    - Avec l'aimable autorisation de Virgin Records America[5]
    - Sous licence EMI Film & Television Music

  - Pocketful of Sunshine
    - Interprété par Natasha Bedingfield
    - Écrit par Natasha Bedingfield, Danielle Brisebois et John Shanks
    - Avec l'aimable autorisation de Epic Records and Sony Music Entertainment (UK) Ltd.
    - Par arrangement avec Sony Music Entertainment

  - Under the Covers
    - Écrit et interprété par Josh Kelley
    - Avec l'aimable autorisation de "The Bicycle Music Company o/b/o DNK Records"

  - Soluna
    - Interprété par Los Pinguos
    - Écrit par Jose Agote et Adrian Buono
    - Avec l'aimable autorisation de "Pinguos Records"

  - De Vez En Cuando
    - Interprété par Los Pinguos
    - Écrit par Jose Agote et Adrian Buono
    - Avec l'aimable autorisation de "Pinguos Records"

  - El Gitano Del Amor
    - Interprété par Latin Soul Syndicate
    - Écrit par Happy Sanchez, Karl Perazzo et Josh Norek
    - Avec l'aimable autorisation de "LoveCat Music" by arrangement avec "Ocean Park Music Group"

  - Chainsaw
    - Interprété par Daniel Merriweather
    - Écrit par Daniel Merriweather, Cathy Dennis, Mark Ronson et Alan Hawkshaw
    - Avec l'aimable autorisation de "J Records" by arrangement avec Sony Music Entertainment

  - Right Round'
    - Interprété par Flo Rida
    - Écrit par Flo Rida[6],[7]
    - Avec l'aimable autorisation de Atlantic Records by arrangement avec Warner Music Group Film & TV Licensing[8]